# Philadelphus scaber
Philadelphus scaber är en hortensiaväxtart som beskrevs av Takenoshin Nakai. Philadelphus scaber ingår i släktet schersminer, och familjen hortensiaväxter. Inga underarter finns listade i Catalogue of Life.